# Diego Costa (football, 1999)
Pour les articles homonymes, voir Costa.
Ne pas confondre avec le footballeur portugais Diogo Costa.
Diego Henrique Costa Barbosa dit Diego Costa, né le 21 juillet 1999 à Campina Grande au Brésil, est un footballeur brésilien qui évolue au poste de défenseur central au FK Krasnodar.

## Biographie

### São Paulo FC
Né à Campo Grande au Brésil, Diego Costa passe par le Grêmio Desportivo Prudente avant de rejoindre à 15 ans le São Paulo FC, où il poursuit sa formation. Formé comme défenseur il est également utilisé au poste de milieu de terrain avec les jeunes. Il joue son premier match en professionnel lors d'une rencontre de championnat du Brésil le 8 décembre 2019, face au Centro Sportivo Alagoano. Il entre en jeu et la partie se termine sur la victoire de son équipe (1-2).
Il s'installe dans la défense du São Paulo FC à partir du mois d'août 2020. Il joue son premier match en Copa Libertadores le 18 septembre 2020 face au CA River Plate (2-2). Il inscrit son premier but en professionnel lors de cette même compétition et face à ce même adversaire, le 1er octobre 2020 (défaite 2-1 de São Paulo). Il marque son premier but en championnat le 25 novembre de la même année contre le Ceará SC. Il ouvre le score et les deux équipes se neutralisent (1-1).
Le 7 mai 2022, Diego Costa prolonge son contrat avec le São Paulo FC. Il est alors lié au club jusqu'en décembre 2024.
S'imposant comme un élément clé de l'équipe, et étant l'un de ses leaders, Diego Costa est nommé capitaine en 2022 par son entraîneur, Rogério Ceni.